# Diadegma ungavae
Diadegma ungavae là một loài tò vò trong họ Ichneumonidae.